# Péronne, Somme
Péronne este un oraș în Franța, sub-prefectură a departamentului Somme, în regiunea Picardia. 
Péronne este o comună în departamentul Somme, Franța. În 2009 avea o populație de 7,981 de locuitori.